# 費爾芒特鎮區 (堪薩斯州萊文沃思縣)
費爾芒特鎮區（英語：Fairmount Township）為美國堪薩斯州萊文沃思縣轄下的鎮區。2010年美国人口普查中該鎮區人口有8,788人。

## 地理
費爾芒特鎮區涵蓋總面積為101.83平方（39.32平方英里），其中101.43平方（39.16平方英里）為陸地，0.4平方（0.15平方英里）或0.39%為水域。海拔高度291（955英尺）。

## 人口統計
根據2010年美國人口普查，費爾芒特鎮區人口有8,788人，住房3,441戶，人口密度為86.3人/每平方公里。此鎮區居民之種族中，白人有8,330人，非裔美國人有154人，美洲原住民有38人，亞裔美國人有34人，太平洋島裔美國人有1人，其他種族有52人，混血種族則有179人。此外此鎮區有269人為西班牙裔或拉丁裔美國人。

## 交通

### 主要公路
- 70號州際公路
- 40號美國國道
- 73號美國國道
- 32號堪薩斯州州道